# Mer des Nuées
Mare Nubium

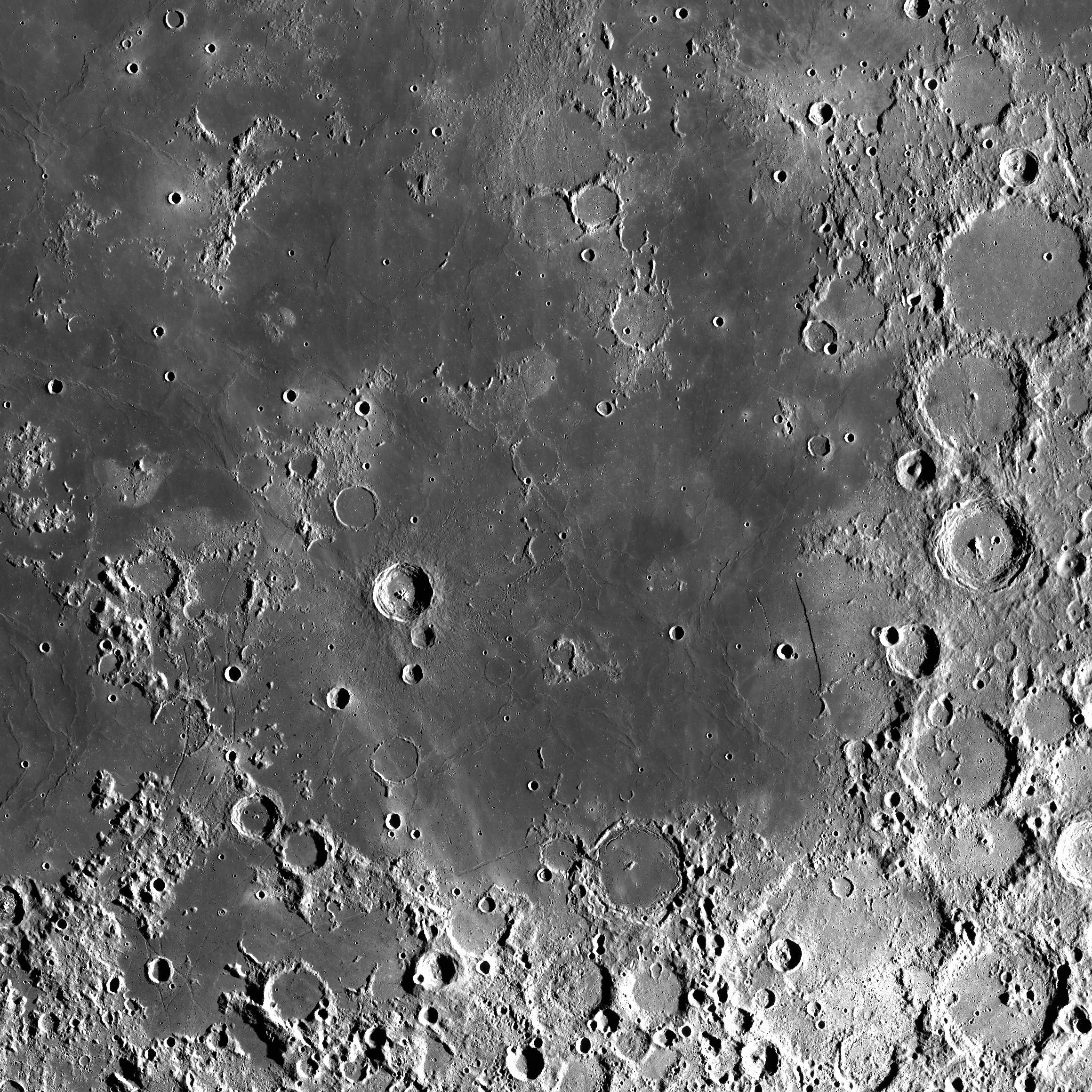
La mer des Nuées.

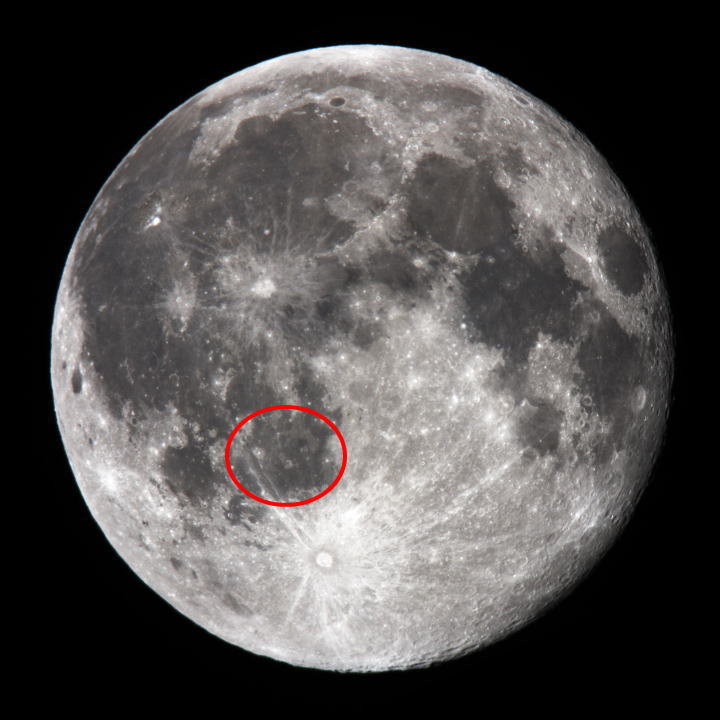
Localisation de la mer des Nuées.

La mer des Nuées, en latin Mare Nubium, est une mer lunaire située dans le bassin des Nuées, sur la face visible de la Lune. Cette mer qui doit son nom au jésuite italien Giovanni Battista Riccioli qui publie Almagestum novum (en), en 1651 est située immédiatement au sud-est de l'océan des Tempêtes (Oceanus Procellarum). Le bassin est daté du pré-nectarien (formé il y a environ 4 milliards d'années par l'impact d'un astéroïde d'environ 40 km de diamètre et a été inondé de lave 500 millions d'années plus tard, tandis que le matériau voisin remonterait à l'imbrien inférieur. Le remplissage de lave formant une couche de 2 km d'épaisseur est, lui, de l'imbrien supérieur (500 millions d'années après l'impact).
Un cratère notable est Bullialdus, qui date de l'Ératosthénien. Il se situe dans la partie orientale de la mer des Nuées. Le plus grand cratère, d'époque nectarienne, est cratère Pitatus (en) se trouve au bord sud de la mer.
Une crevasse de 110 kilomètres de longueur, Rupes Recta, « le Mur Droit » (appelé « Voie Ferrée » par les Britanniques, et « L'épée dans la lune » par le sélénographe Christiaan Huygens qui l'a découverte vers 1650), est située au sud-est de la mer des Nuées. Ce n'est pas un mur mais une pente douce et il n'est pas droit puisqu'il correspond à un plissement.